# Argonay
Argonay település Franciaországban, Haute-Savoie megyében. Lakosainak száma 3713 fő (2022. január 1.). Argonay Villaz, Annecy és Fillière községekkel határos.

## Népesség
A település népességének változása:
| Lakosok száma | 2645 | 2734 | 3141 | 3025 | 3184 | 3370 | 3508 | 3600 | 3713 |
|               | 2013 | 2015 | 2016 | 2017 | 2018 | 2019 | 2020 | 2021 | 2022 |